# フルキスS
『フルキスS』（FURUKISS S）は、2020年2月28日に戯画から発売されたPC用18禁恋愛アドベンチャーゲームである。英語の副題は"There are filled of kiss, if you and me."。
2021年10月28日にエンターグラムからPlayStation 4/Nintendo Switch版が配信された。
戯画による「キス」シリーズ9作目。
フルキスと同一の舞台、時間軸の中、全く違う人物の人間模様が展開されるスピンオフ作品。

## あらすじ
主人公・若月 拓也は、彼女という存在に憧れ、2年生になったのを機に前向きに頑張ろうと決意する。そして新学期初日に花菜と悠と知り合いになり、仲を深めていく。

## 登場人物

### 主人公
若月 拓也（わかつき たくや）
本作の主人公。2年生。身長172cm。人当たりが良い。悠に憧れている。

### メインヒロイン
川霧 花菜（かわぎり はな）
声 - 咲智ゆん
T160/B86(D)/W59/H85
2年生。拓也のクラスメイト。温和で内気。千夏とは昔からの付き合い。
新條 悠（しんじょう ゆう）
声 - 月野きいろ
T157/B88(F)/W58/H84
2年生。拓也のクラスメイト。気さくで学園男子の憧れの女の子。しかし恋愛には消極的。

### サブキャラクター
鳥越 千夏（とりごえ ちなつ）
声 - 雨場つかさ
2年生。拓也のクラスメイト。1年生の時にゲームを通じて拓也と仲良くなった。花菜と仲良し。
佐野 幸大（さの こうだい）
声 - 皇遊雅
2年生。フルキスでも登場。千夏を通じて拓也と知り合い、拓也に恋愛のアドバイスをする。

## スタッフ
- キャラクターデザイン・原画：うなさか
- シナリオ：オオタリョウ、真崎ジーノ
- 音楽：羽鳥風画
- ムービー：Syamo

## 主題歌
主題歌「Kiss me, With me」
歌：佐々木未来 / 作詞・作編曲：羽鳥風画
エンディングテーマ「happy goes on」
歌：安田みずほ / 作詞・作編曲：羽鳥風画